# Carlos Castillo Bretón Barrero
Carlos Castillo Bretón Barrero (Ciudad Victoria, Tamaulipas, 11 de marzo de 1897-19 de septiembre de 1935), fue un marino mexicano que participó como cadete durante la Segunda Intervención Norteamericana en Veracruz el 21 de abril de 1914 y posteriormente fungió como Jefe del Departamento de Marina en la entonces Secretaría de Guerra y Marina, falleciendo de tifo exantemático cuando ostentaba este cargo. Fue precursor de la aeronáutica naval en México.